# Giovanni Battista Scapinelli di Léguigno
Giovanni Battista Scapinelli di Léguigno (* 14. Oktober 1908 in Verolanuova; † 30. Juni 1971) war ein italienischer katholischer Kurienbischof.

## Werdegang
Scapinelli di Léguigno wurde am 10. Juni 1933 zum Priester geweiht. Er war von 1956 bis 1961 Unterstaatssekretär für die Außerordentlichen Angelegenheiten im päpstlichen Staatssekretariat. Am 28. August 1962 wurde er von Papst Johannes XXIII. zum Titularerzbischof von Laodicea ad Libanum ernannt und am 21. September 1962 durch ihn zum Bischof geweiht. Mitkonsekratoren waren die Kurienerzbischöfe Francesco Carpino und Pietro Parente.
Er nahm als Konzilsvater an den ersten drei Sitzungsperioden des Zweiten Vatikanischen Konzils teil.

## Ehrungen
- 1958: Großes Verdienstkreuz mit Stern der Bundesrepublik Deutschland